# Pikkolo
Pikkolo es una variedad cultivar de manzano (Malus domestica).
Criado en el Instituto de Investigación de Frutas, Dresde-Pillnitz, Alemania. Las frutas tienen carne dulce y crujiente.

## Historia
'Pikkolo' es una variedad de manzana, a partir del cruce de 'Clivia' como hembra y 'Auralia' como macho. Criado en el Instituto de Investigación de Frutas, Dresde— Pillnitz (Alemania) Publicado en 1993.
'Pikkolo' aunque actualmente no hay ningún ejemplar en cultivo sin embargo se ha cultivado en la National Fruit Collection con el número de accesión: 1994 - 054 y Accession name: Pikkolo.

## Características
'Pikkolo' tiene un tiempo de floración que comienza a partir del 29 de abril con el 10% de floración, para el 1 de mayo tiene una floración completa (80%), y para el 11 de mayo tiene un 90% caída de pétalos.
'Pikkolo' tiene una talla de fruto es mediano; forma globos cónica con altura de 60,01 mm y anchura de 65,91 mm; con nervaduras débiles, corona medio-débil; epidermis con color de fondo amarillo blanquecino, con sobre color naranja en una cantidad de color superior media, con sobre patrón de color rayado / moteado, "russeting" (pardeamiento áspero superficial que presentan algunas variedades) muy bajo; carne firme, y color de la pulpa crema, sabor dulce, y crujiente.
Su tiempo de recogida de cosecha se inicia a finales de septiembre. Almacenada en frío se mantiene tres meses.

## Usos
A menudo se come fresco, manzana de mesa, pero también es una buena manzana para cocinar.
Recomendada para el huerto familiar, irrelevante en el cultivo comercial de frutas en la actualidad.

## Ploidismo
Auto estéril.